# اداره فدرال نظارت بر خدمات مالی
اداره فدرال نظارت بر خدمات مالی که در زبان آلمانی به‌اختصار BaFin (بافین) نامیده می‌شود، یک نهاد ناظر مالی در آلمان است. از سال ۲۰۱۴، این نهاد، یک مرجع صلاحیت‌دار ملی آلمانی، در چهارچوب نظارت بانکی اروپا به‌شمار می‌رود. BaFin ، یک مؤسسه فدرال مستقل، با دفاتری در شهرهای بن و فرانکفورت است و تحت نظارت وزارت دارایی فدرال آلمان فعالیت می‌کند. این نهاد، بر روی حدودا ۲۷۰۰ بانک، ۸۰۰ مؤسسه خدمات مالی و بیش از ۷۰۰ شرکت بیمه نظارت دارد. او در چارچوب وظایف خود، به شرکت‌های آلمانی در مورد معاملات نامتعارف هشدار می‌دهد؛ از جمله در سال ۲۰۲۵ گزارشی در مخالفت با تجارت با ایران منتشر نمود.

## تاریخچه

### آغاز کار در دهه ۱۹۳۰
نظارت بانکی در آلمان عملاً در پی بحران بانکی سال ۱۹۳۱ آغاز شد. پیش از آن، تنها بانک‌های پس‌انداز عمومی تحت نظارت بودند. در ۱۹ سپتامبر ۱۹۳۱، فرمانی مقام "کمیسر رایش برای امور بانکی" (Reichskommissar für das Bankgewerbe) را بنیان نهاد و هاینریش برونینگ، صدراعظم وقت، فریدریش ارنست را به این مقام گماشت. این ساختار در سال ۱۹۳۴ به "اداره نظارت بر امور اعتباری" (Aufsichtsamt für das Kreditwesen) تبدیل شد. در ابتدا بانک مرکزی رایش (Reichsbank) در فرآیند نظارت نقش داشت، اما این مسئولیت در سال ۱۹۳۹ به وزیر اقتصاد واگذار شد و در سال ۱۹۴۴، این نهاد منحل و وظایفش به وزارت اقتصاد منتقل شد.

### اداره فدرال نظارت بر امور اعتباری
پس از جنگ جهانی دوم، نظارت بانکی در آلمان غربی به ایالت‌ها سپرده شد تا آنکه در سال ۱۹۶۲، ناظر بانکی ملی با نام "اداره فدرال نظارت بر امور اعتباری" (Bundesaufsichtsamt für das Kreditwesen یا BAK/BAKred) در برلین غربی تأسیس شد. این نهاد همکاری نزدیکی با بانک مرکزی آلمان (Bundesbank) داشت و در سال ۱۹۹۹ به بن منتقل شد.

### تأسیس BaFin و توسعه اولیه
BaFin در تاریخ ۱ مه ۲۰۰۲ با ادغام سه نهاد شکل گرفت: اداره فدرال نظارت بر امور اعتباری، اداره فدرال نظارت بر بیمه‌ها (BAV، تأسیس ۱۹۵۲) و اداره فدرال نظارت بر معاملات اوراق بهادار (BAWe، تأسیس ۱۹۹۵). این ادغام در چارچوب "قانون خدمات مالی و نظارت یکپارچه" (FinDAG) انجام شد. هدف از تأسیس BaFin، نظارت یکپارچه و شفاف بر تمامی بازارهای مالی آلمان بود.
در سال ۲۰۰۳، اصلاحات قانون اعتبارات (KWG) اختیارات بیشتری برای نظارت بر اعتبار مؤسسات مالی به BaFin داد. این نهاد اطلاعات دقیقی از مؤسسات مالی گردآوری می‌کند و با همکاری بانک مرکزی آلمان، بر عملکرد آن‌ها نظارت دارد. از نوامبر ۲۰۱۴، بسیاری از وظایف نظارتی بر بانک‌ها به بانک مرکزی اروپا منتقل شد و BaFin نقش جدیدی در این چارچوب ایفا می‌کند.

### بحران مالی و پیامدها
در ۱۹ سپتامبر ۲۰۰۸، در واکنش به بحران مالی جهانی، BaFin فروش استقراضی سهام ۱۱ شرکت مالی آلمانی را ممنوع کرد. در مه ۲۰۱۰، این نهاد فروش استقراضی اوراق قرضه دولتی حوزه یورو و برخی شرکت‌های مالی را نیز ممنوع نمود.
در سال ۲۰۱۹، BaFin فروش استقراضی سهام شرکت وایرکارد را ممنوع کرد. اما پس از افشای تخلفات مالی این شرکت، عملکرد BaFin زیر سؤال رفت. در نوامبر ۲۰۲۰، مرجع اوراق بهادار اروپا (ESMA) نتایج بررسی خود از نحوه عملکرد BaFin را منتشر کرد که حاکی از کاستی‌ها و مشکلات ساختاری در نظارت این نهاد بود. در آوریل ۲۰۲۱، دادستانی فرانکفورت تحقیقاتی کیفری در خصوص عملکرد BaFin در قبال وایرکارد آغاز کرد.
در دسامبر ۲۰۲۱، BaFin دویچه بانک را به دلیل نواقص در کنترل نرخ بهره اروپایی مابین بانکی (Euribor) به مبلغ ۸.۶۶ میلیون یورو جریمه کرد. در مه ۲۰۲۲، وزارت دارایی آلمان اختیارات بیشتری به BaFin برای استقلال کاری اعطا کرد. در آگوست ۲۰۲۲ نیز بانک آمریکا به دلیل تأخیر در گزارش‌دهی به مبلغ ۵.۱ میلیون یورو جریمه شد.

## وظایف
BaFin وظیفه نظارت بر بانک‌ها، شرکت‌های بیمه، و بازارهای اوراق بهادار را دارد و باید از ثبات و سلامت سیستم مالی آلمان اطمینان حاصل کند. همچنین بر سرمایه‌گذاری‌ها، نقدینگی و اطمینان عمومی به بازار نظارت می‌کند. این نهاد به‌صورت کامل از محل حق‌الزحمه مؤسسات تحت نظارت تأمین مالی می‌شود و بودجه دولتی ندارد.

### نظارت بر حساب‌ها
مطابق قانون بانکداری، BaFin ملزم به حفظ پایگاه‌داده‌ای متمرکز از اطلاعات حساب‌های بانکی و دارندگان آن‌هاست که تمامی مؤسسات مالی باید آن را ارائه دهند.

### نظارت بانکی
قانون بانکداری (KWG) پایه حقوقی نظارت BaFin بر مؤسسات بانکی است. تأسیس بانک‌های جدید منوط به دریافت مجوز از BaFin است که معیارهایی چون سرمایه، مدیریت، کفایت ریسک و تداوم کسب‌وکار را بررسی می‌کند.

### نظارت بیمه
مطابق قانون نظارت بر بیمه (VAG)، BaFin نظارت بر شرکت‌های بیمه، صندوق‌های بازنشستگی و مؤسسات وابسته را بر عهده دارد. معیارهایی مشابه با نظارت بانکی اعمال می‌شود.

### نظارت بر اوراق بهادار
مطابق قانون معاملات اوراق بهادار (WpHG)، BaFin موظف به نظارت بر بازار اوراق بهادار و مشتقات مالی، پیشگیری از سوءاستفاده‌های بازار، و تضمین شفافیت است. این نهاد معاملات داخلی، دست‌کاری قیمت‌ها، و الزامات گزارش‌دهی را رصد می‌کند.
از سال ۲۰۰۲، BaFin همچنین مسئول رسیدگی به ادغام‌ها و تملک‌ها مطابق قانون WpÜG است.

### اختیارات اجرایی
BaFin اختیار قانونی دارد تا در صورت شناسایی جرم یا مظنون بودن به جرم (از جمله معاملات داخلی، کلاهبرداری مالی، یا تحریک به سفته‌بازی)، موضوع را به نهادهای قضایی ارجاع دهد. همچنین می‌تواند مدیران بانک‌ها را برکنار کند، حقوق رأی سهامداران را معلق نماید، یا ناظر خارجی منصوب کند.
در گذشته، BaFin عمدتاً به‌صورت غیرعلنی با بانک‌ها مسائل را حل‌وفصل می‌کرد. با این حال، در سال ۲۰۲۲، نمایندگانی برای مدیریت وی‌تی‌بی بانک اروپا و واحد آلمانی بانک زراعت منصوب کرد.
در سال ۲۰۱۶، دفتر ویژه‌ای برای گزارش‌های افشاگران در BaFin راه‌اندازی شد تا محرمانگی و پیگیری تخلفات تسهیل گردد.
در مارس ۲۰۲۵، BaFin یک اطلاعیه نظارتی صادر کرد که به خطرات معاملات دور زدن در زمینه مقابله با پولشویی و تأمین مالی تروریسم پرداخته است. این معاملات به‌طور عمدی ساختاردهی می‌شوند تا از تعهدات قانونی، نظارتی یا قراردادی عبور کنند - اغلب با پنهان کردن منبع واقعی وجوه یا تحریف طرف‌های درگیر. در این سند تأکید شده است که مؤسسات مالی باید هنگام انجام معاملات که ممکن است زمینه اقتصادی یا منشأ جغرافیایی وجوه را پنهان کنند، اقدامات تقویت‌شده دقت لازم را به‌کار گیرند. به‌ویژه، بافین معاملات مرتبط با ایران را به‌عنوان یک منطقه خاص نگرانی ذکر کرده است، زیرا این گونه معاملات ممکن است بتوانند از رژیم‌های تحریمی بین‌المللی عبور کنند. این تمرکز تا حدی تحت تأثیر یافته‌های گروه ویژه اقدام مالی (FATF) است که بارها ایران را به دلیل نواقص سیستماتیک در مقابله با پولشویی و تأمین مالی تروریسم مورد انتقاد قرار داده است. ایران تنها کشوری است که به‌طور خاص در این اطلاعیه ذکر شده است و پیام اصلی آن درخواست برای نظارت و بررسی دقیق‌تر معاملاتی است که ممکن است به تجارت ایران مرتبط باشند.

## رؤسای BaFin
- یواخیم سانیو (۲۰۰۲–۲۰۱۱)
- الکه کونیگ (۲۰۱۲–۲۰۱۴)
- فلیکس هوفلد (۲۰۱۵–۲۰۲۱)
- مارک برانسون (از اوت ۲۰۲۱)